# Muzeum Bornholmu
Muzeum Bornholmu (duń. Bornholms Museum) – muzeum w Rønne na Bornholmie założone w 1893 roku. Jest jednym z najstarszych muzeów historycznych w Danii. Jako muzeum państwowe wykonuje zadania badawcze, prowadzi działalność edukacyjno-informacyjną, a także gromadzi, opracowuje i udostępnia zbiory, dokumentujące 10 tysięcy lat historii wyspy od czasów neolitu po zimną wojnę, a także m.in. życie miejskie oraz historię handlu i żeglugi na wyspie. Jest zarządzane przez Stowarzyszenie Muzealne Bornholmu (Bornholms Museumsforening), a w 2010 roku jego dyrektorem został Jacob Bjerring-Hansen.
Siedziba muzeum mieści się w budynku dawnego szpitala, który później rozbudowano i poszerzono o przyległe budynki. Wśród eksponatów muzeum można wymienić m.in. kolekcję złotych płytek, zwanych guldgubber, lokalne wahadłowe zegary szafkowe, akcesoria związane z rolnictwem i rybołówstwem, a także wystawę marinistyczną oraz ekspozycję z okresu okupacji niemieckiej i radzieckiej z lat 1940–1946. Zbiory związane ze sztuką i rzemiosłem zostały w 1993 roku przeniesione do nowo otwartego Muzeum Sztuki Bornholmu.
Muzeum ma również kilka oddziałów:
- Erichsens Gård (założone w 1950 roku muzeum, przedstawiające dom mieszczański z XIX wieku);
- Muzeum Rolnictwa ze skansenem Melstedgård, założone w 1984 roku;
- Muzeum Ceramiki, założone w 1995 roku, zlokalizowane w działającej fabryce ceramiki, która jako jedyna w Danii wykorzystuje tradycyjną technologię (obecnie znane pod nazwą Hjorths Fabrik[5]);
- Muzeum Wojskowości, utworzone w 2005 roku, umiejscowione w fortyfikacjach Kastellet – dawnej wieży obronnej z 1680 roku wraz z magazynami i arsenałem; zgromadzono w nim liczną kolekcję militariów.

W 2019 roku wszystkie filie muzeum odwiedziło łącznie ponad 82 tysiące turystów, natomiast samo Muzeum Bornholmu odwiedziło niespełna 17 tysięcy osób. W 2021 roku wszystkie filie odwiedziło ponad 70,5 tysiąca turystów, natomiast samo Muzeum Bornholmu odwiedziło ponad 17 tysięcy osób.